# میمی ورنر
میمی ورنر (به انگلیسی: Mimi Werner) با نام کامل میمی مایکلا سارا ورنر (به انگلیسی: Mimmi Michaela Sarah Werner) (زاده ۱۷ دسامبر ۱۹۹۰) خواننده سوئدی است.